# WALKING feat.PEABO BRYSON
「WALKING feat.PEABO BRYSON」（ウォーキング フィーチャリング ピーボ・ブライソン）は、2010年9月22日に発売された石井竜也28枚目のシングル。

## 解説
石井竜也51歳誕生日当日に発売されたシングル。アルバム『MOON & EARTH』の先行シングル3部作の第3弾。ピーボ・ブライソンが参加。ジャケットいっぱいに黒の丸がデザインされている。

## 収録曲
作詞・作曲：石井竜也
1. WALKING feat.PEABO BRYSON (10:49)
作詞：石井竜也、こころ　
編曲：TATOO、西山勝
NHK、ゴルフ中継エンディング・テーマ。ピーボ・ブライソンとのコラボレーション。テーマは「人生」。石井曰く「この曲は上品にした『ええじゃないか節』」。収録時間は10分を超え[3]1、2番を石井・3、4番をピーボ・5番を2人で歌う構成。ミュージック・ビデオ音源はラジオ向に作られたショートヴァージョン。
2. ARIGATO (4:41)
編曲:TATOO
日本マクドナルドイメージソング。企業イメージソングであると同時に『ファンに向けての素のメッセージソング』であると石井は本楽曲について語っている[4]。
3. MY FATHER (5:41)  
編曲：光田健一
2009年4月14日[5]に亡くなった実父に捧げた曲。
4. WALKING feat.PEABO BRYSON (Instrumental) (10:47)

## 収録アルバム
| 曲名                      | 収録アルバム     | 発売日              | 備考                     |
| ------------------------- | ---------------- | ------------------- | ------------------------ |
| WALKING feat.PEABO BRYSON | 『MOON & EARTH』 | 2011年3月9日        | 16thオリジナル・アルバム |
| ARIGATO                   | 『MOON & EARTH』 | 2011年3月9日        | 16thオリジナル・アルバム |
| 『石弐 〜Best of Best〜』 | 2015年3月25日    | 2ndベスト・アルバム |                          |